# 国会議員 (イギリス)
イギリスにおける国会議員（こっかいぎいん、英: Member of Parliament、MP）は、選挙で選ばれた庶民院の議員を指す。

## 選挙制度
庶民院議員650人は単純小選挙区制の下でイギリス全土の各選挙区において1人ずつ選ばれる。

## 選挙
庶民院議員は総選挙で全員が改選され、2011年議会任期固定法により、総選挙は5年ごとに5月の第一火曜日に行われるが、議会の承認を得て、2017年総選挙と2019年総選挙が、法定の日程を前倒しして行われた。
死去や辞任で欠員が生じた場合は、補欠選挙が行われる。Representation of the People Act 1981により、1年を超える刑を受けた議員は自動的に失職する。不正行為の中でより小さい行為に対しては、Recall of MPs Act 2015により、リコール請求を行うことが義務付けられており、選挙区で登録有権者の10%以上が署名すれば、解職される。

## 適格
過去は、成人男性の資産家のみが議員に立候補できたが、1918年に女性にも選挙権と被選挙権を与えられた。
庶民院議員に立候補するためには、少なくとも18歳以上でイギリス、イギリス連邦、アイルランドの市民である必要がある。投票の際に登録する必要はなく、候補者の居住地に関する制限も存在しない。
1975年庶民院資格剥奪法により、特定の官職や地位にある者が庶民院議員になることを禁じており、公務員、警察官、軍人、判事などが含まれ、貴族院議員もまた庶民院議員になれない。イギリス連邦やアイルランド以外の立法府の議員も庶民院議員になる資格がない。さらに、Northern Ireland (Miscellaneous Provisions) Act 2014により、ウェールズ議会と北アイルランド議会の議員も同様である。
破産宣告された者は立候補できない。Representation of the People Act 1981により、現に1年以上の実刑を受けている者は除外される。破産制限命令が有効である者は、議員になる資格を持たない（国によって詳細がわずかに異なる）。

## 称号
国会議員は、MPというポスト・ノミナル・レターズを使うことができる。貴族の子女である場合のみ、庶民院での討論中の礼儀として"honourable"と呼ばれる。枢密院顧問官は、The Right Honourable (The Rt Hon. or Rt Hon.) 氏名 MPの形式を使う。

## 責務
The first duty of a member of Parliament is to do what they think in their faithful and disinterested judgement is right and necessary for the honour and safety of Great Britain. The second duty is to their constituents, of whom they are the representative but not the delegate. Burke's famous declaration on this subject is well known. It is only in the third place that their duty to party organisation or programme takes rank. All these three loyalties should be observed, but there is no doubt of the order in which they stand under any healthy manifestation of democracy.—Winston Churchill、Duties of a Member of Parliament (c.1954–1955)
理論的には、現代の議員には2つあるいは3つ（政党所属の場合）の義務がある。第一の責務は国益のために行動することであり、これに反しない限りで選挙区の利益のために行動しないといけない。最後に、政党に所属している限り、他の2つの責務が優先するが、政党の利益のためにも行動しないといけない。

## 辞任
憲法慣習によりイギリスの庶民院議員は辞任が許可されていないため、国王直属の有給の官職に任命され議員資格を失うことで辞任する。この目的のためにチルターン・ハンドレッズ執事、ノースステッド荘園執事が使われている（無給だが有給として擬制される）。
1975年庶民院資格剥奪法が施行されて以降、有給の官職は一般的には議員資格剥奪の対象外であるが、この法律で規定される資格剥奪対象の官職にこれら2つが含まれているため、議員辞職の手段として維持されている。議員辞職のために正規の有給の官職に任命されることは稀であり、1981年にThomas Williamsが判事に任命されたのが最後である。